# Prix Joseph-S.-Stauffer
Les Prix Joseph-S.-Stauffer sont remis chaque année par le Conseil des Arts du Canada à des artistes canadiens dans les domaines de la musique, des arts visuels et de la littérature.
Les lauréats sont choisis parmi les boursiers des concours pour artistes. Ces prix honorent la mémoire de Joseph S. Stauffer, qui a laissé un legs au Conseil afin d'encourager les jeunes Canadiens de talent exceptionnellement prometteur.

## Lauréats
| Année | Musique                                              | Littérature                                                    | Arts visuels                                                                  |
| 1987  | Jacques Lacombe Cap-de-la-Madeleine chef d'orchestre | Robin Sarah Louder Montréal poète                              | Gisèle Amantea Regina sculptrice                                              |
| 1988  | Allison Cameron Vancouver compositrice               | Janice Kulyk Keefer Annapolis Royal, Nouvelle-Écosse écrivaine | Marcel Lemyre Montréal sculpteur                                              |
| 1989  | Guy Laramée Montréal compositeur                     | Tomson Highway Toronto écrivain                                | Laurie Walker Montréal sculpteur                                              |
| 1990  | François Rose Montréal compositeur                   | Lise Tremblay Montréal écrivaine                               | Bruce Taylor Halifax céramiste                                                |
| 1991  | Serge Arcuri Montréal compositeur                    | Sandra Birdsell Winnipeg écrivain                              | Edward Poitras Regina artiste visuel                                          |
| 1992  | Michel-Georges Brégent Montréal Musicien             | John Steffler Corner Brook, Newfoundland écrivain              | Guy Pellerin Montréal artiste visuel                                          |
| 1993  |                                                      | Danielle Fournier Outremont écrivaine                          | Anne Ramsden Vancouver artiste visuel                                         |
| 1994  | Linda Smith Toronto musicienne                       |                                                                |                                                                               |
| 1995  | Michael F. Oesterle Montréal musicien                | John Mikhail Afour St-Laurent écrivain                         | Sylvie Bélanger Toronto artiste visuel                                        |
| 1997  | Linda Bouchard Compositrice                          |                                                                | Yvonne Lammerich artiste visuel                                               |
| 1998  | Eric Marty Montréal compositeur                      | Beth Goobie Saskatoon écrivaine                                |                                                                               |
| 1999  | Robert Normandeau Montréal musicien                  | Bertrand Laverdure Longueuil écrivain                          |                                                                               |
| 2000  | André Hamel Montréal compositeur                     | Sarah Ann Dearing Toronto écrivaine                            |                                                                               |
| 2001  | John Korsrud Vancouver compositeur                   | Jacques Desfossés Montréal écrivaine                           | Emanuel Licha Montréal artiste visuel Sandy Plotnikoff Toronto artiste visuel |
| 2002  | Bradshaw Pack Vancouver compositeur                  |                                                                |                                                                               |
| 2004  | David E. Cronkite Montréal compositeur               | Barbara Klar Ruddell, Saskatchewan poète                       | Sarah Beck Saskatoon artiste visuel                                           |
| 2005  | Ana Sokolovic Montréal compositrice                  | Tania Langlais Montréal poète                                  | Howard Tsui Ottawa artiste visuel                                             |